# Cerdanyola del Vallès
Cerdanyola (kat. [səɾðəˈɲɔɫə ðəɫ bəˈʎɛs]) ist eine katalanische Stadt zirka 17 km nördlich von Barcelona in der Comarca Vallès Occidental und gehört zur Metropolregion Àrea Metropolitana de Barcelona.
Zwischen dem Ort und der katalanischen Hauptstadt liegt der Bergrücken der Serra de Collserola. Der Ort liegt auf einer durchschnittlichen Höhe von 32 m.ü.NN und hat eine Einwohnerdichte von 1.885 Einwohner/km².
Der korrekte Name lautet Cerdanyola del Vallès, kastilisch wurde er Cerdañola del Vallés, früher auch Sardañola genannt. In Cerdanyola ist ein Industriepark (Parc Tecnològic del Vallès) beheimatet, der große Unternehmen wie Epson España beinhaltet. In Cerdanyola befindet sich die Autonome Universität Barcelona (UAB).
Cerdanyola hat 57.291 Einwohner (Stand: 1. Januar 2022). Jährlich werden eine große internationale Biennale Fotografie sowie ein Bluesfestival, beide mit Beteiligung aus der ganzen Welt, durchgeführt.
Cerdanyola war bereits unter römischer Herrschaft vor 2000 Jahren bevölkert, es existieren ein Aquädukt aus römischer Zeit, ein Amphitheater und ein altrömischer Handelsweg nach Barcelona.

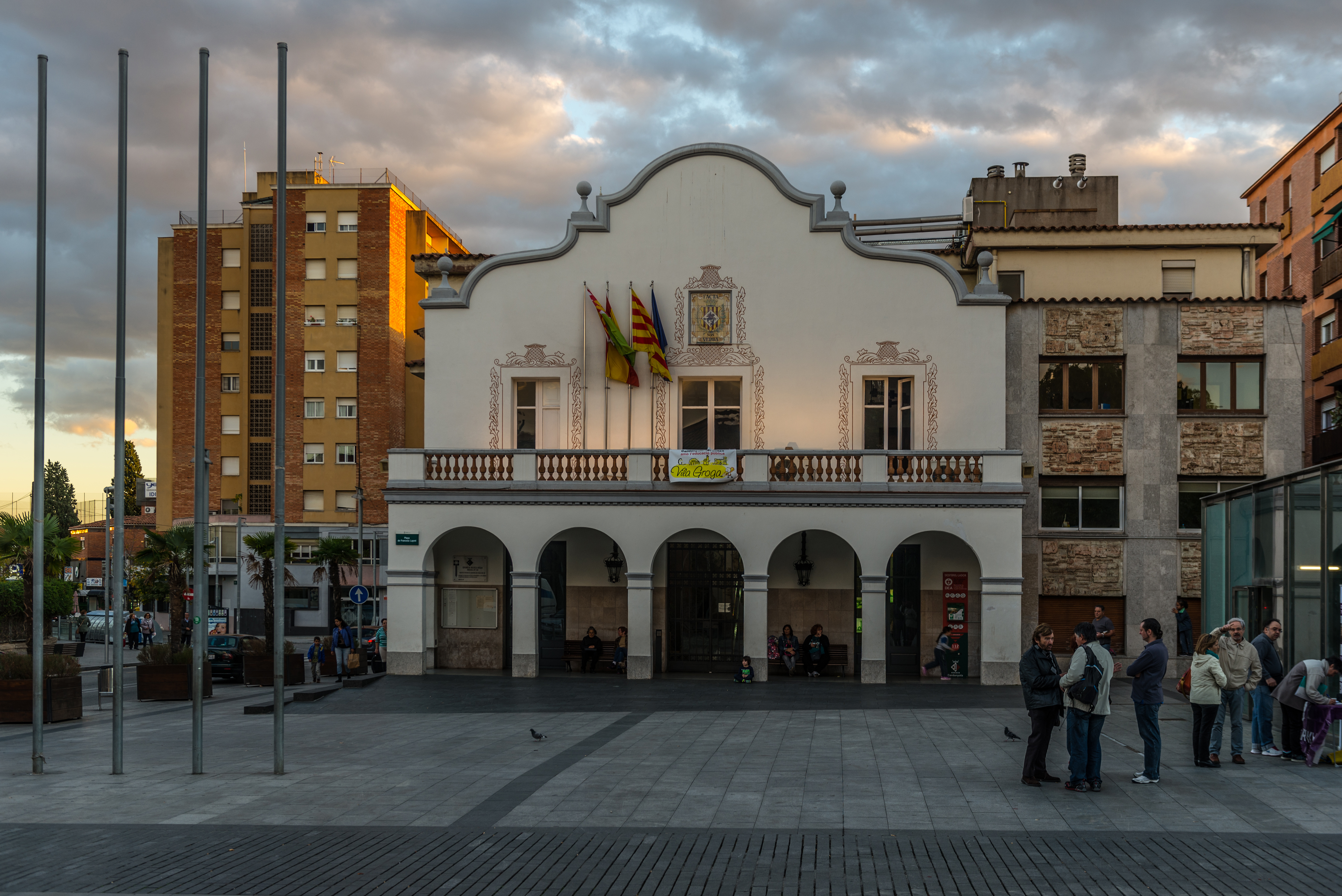
Rathaus
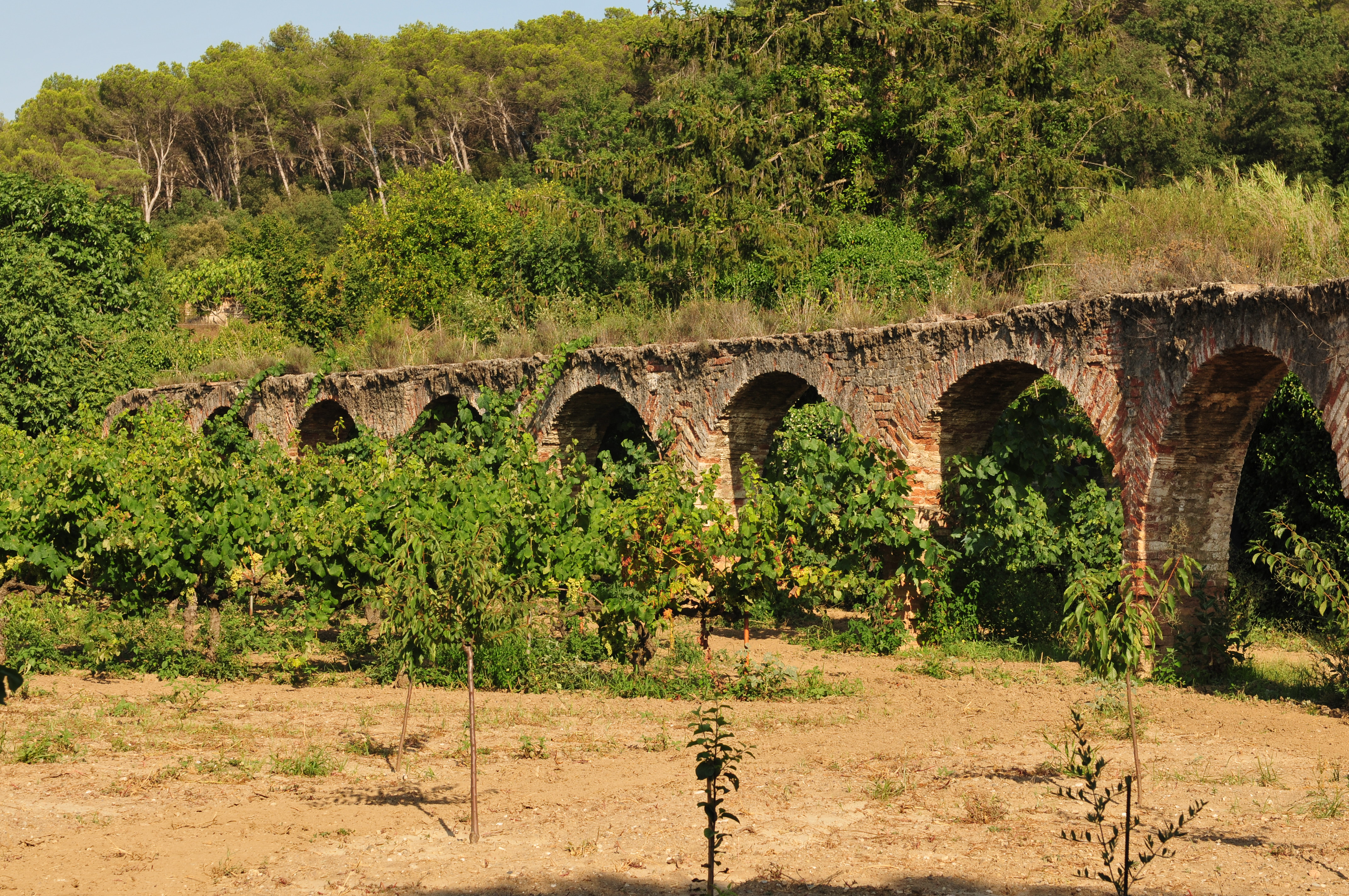
Römischer Aquädukt am südlichen Stadtrand
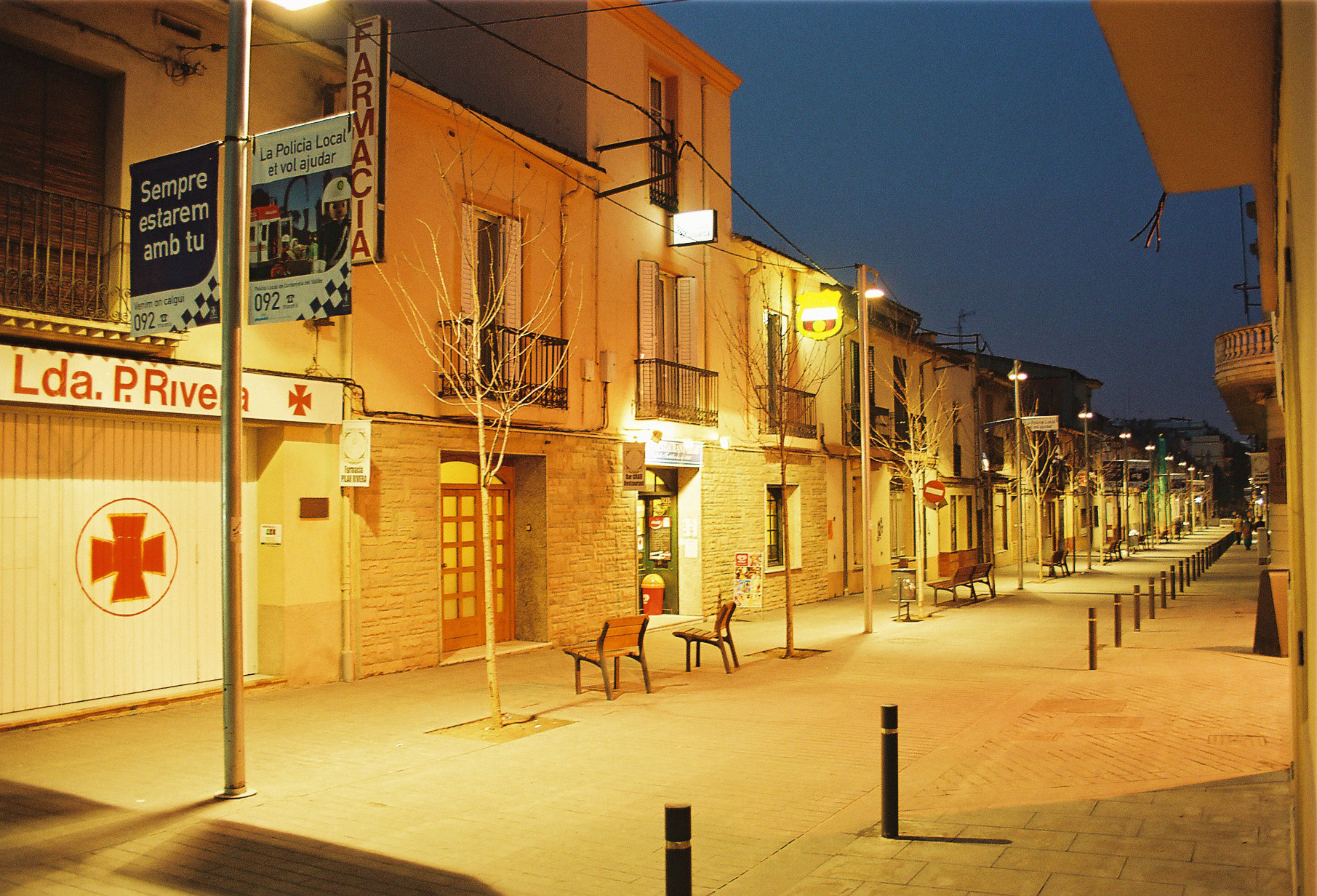
Carrer Sant Ramon nachts
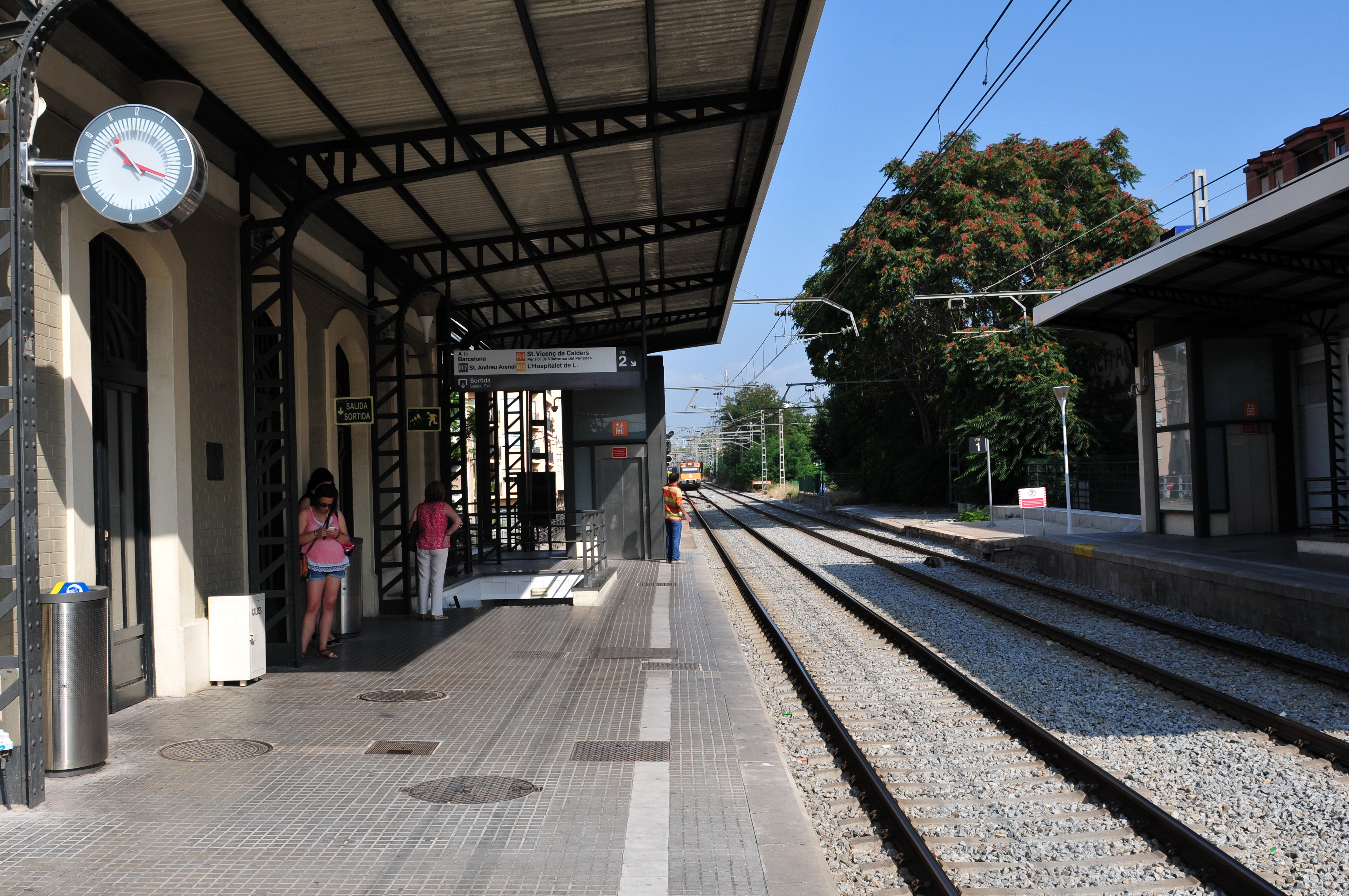
Bahnhof

## Bevölkerungsentwicklung
| Jahr | Einwohner |  |
| ---- | --------- |  |
| 1900 | 829       |  |
| 1930 | 3.026     |  |
| 1950 | 4.007     |  |
| 1970 | 19.945    |  |
| 1986 | 53.537    |  |
| 2000 | 52.778    |  |
| 2005 | 57.114    |  |
| 2015 | 57.413    |  |

## Nachweise
1. ↑  Gesamtzahl der Dateien Geografische Nomenklatur der Gemeinden und Bevölkerungseinheiten: 1 Datei:MUNICIIOS.csv Spalte:ALTITUD
2. ↑  Gesamtzahl der Dateien Geografische Nomenklatur der Gemeinden und Bevölkerungseinheiten: 1 Datei:MUNICIIOS.csv Spalte:SUPERFICIE
3. ↑  Instituto Nacional de Estadística Municipal Register of Spain